# Alyson Annan

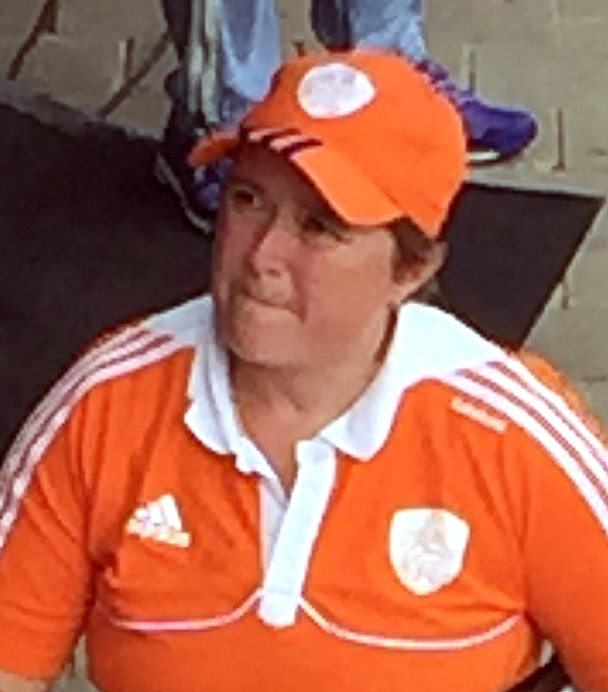
Alyson Annan (2016)

Alyson Regina Annan (* 21. Juni 1973 in Wentworthville, New South Wales) ist eine ehemalige australische Feldhockeyspielerin. Sie war Teil der olympischen Goldmedaillenteams von 1996 und 2000. Danach wurde sie Trainerin.

## Karriere
Annan spielte in 228 Spielen international für Australiens Frauennationalmannschaft und erzielte 166 Tore. Als Mittelfeldspielerin war sie ein Schlüsselmitglied der Mannschaft und gewann mit ihrer Mannschaft die Goldmedaille 1996 bei den Olympischen Sommerspielen in Atlanta, Georgia sowie 2000 bei den Olympischen Sommerspielen in Sydney, Australien. Ihr sportliches Debüt gab sie gegen Korea im Juni 1991 im Alter von 17 Jahren. Ihr Trainer Ric Charlesworth erkannte ihr sportliches Talent.
Annan war in den 1990er Jahren als the sharpest shooter in international women's hockey und als best female hockey player in the world bekannt. Annan schrieb bei den Commonwealth Games 1998 Sportgeschichte, als sie Australiens beste Feldhockeytorschützin mit 110 Toren wurde.
1998 und 2000 wurde Annan zur Welthockeyspielerin gewählt. 2000 zog Annan in die Niederlande, wo sie für den Verein HC Klein Zwitserland von Den Haag spielte.
2003 beendete sie ihre sportliche Laufbahn und wurde Trainerin ihrer niederländischen Mannschaft, die in der Hoofdklasse spielen, welche die höchste niederländische Feldhockeyliga ist. 2004 war sie des Weiteren Assistenztrainerin unter dem Nationaltrainer Marc Lammers bei den Olympischen Sommerspielen in Athen, Griechenland, wo die Niederlande die Silbermedaille gewannen.
Sie war Trainerin der Männermannschaft des niederländischen Erstligaklubs aus Amsterdam.
Ab 2015 war Annan Cheftrainerin der niederländischen Hockeynationalmannschaft der Damen. Sie führte das Team zu einer Silbermedaille bei den Olympischen Sommerspielen 2016 in Brasilien und einer Goldmedaille bei den Olympischen Sommerspielen 2020 in Tokio. Im Jahr 2022 trat sie als Trainerin der niederländischen Hockeynationalmannschaft zurück.
Annan ist derzeit die Cheftrainerin der chinesischen Frauennationalmannschaft, mit der sie bei den Olympischen Sommerspielen in Paris 2024 die Silbermedaille gewinnen konnte.

## Internationale Erfolge als Spielerin
- 2001 Champions Trophy 3. Platz
- 2000 Champions Trophy 3. Platz
- 2000 Olympische Spiele Goldmedaille
- 1999 Champions Trophy Goldmedaille
- 1998 Commonwealth Games Goldmedaille
- 1998 Eishockey-Weltmeisterschaft Goldmedaille
- 1997 Champions Trophy Goldmedaille
- 1996 Olympische Spiele Goldmedaille
- 1995 Champions Trophy Goldmedaille
- 1994 Eishockey-Weltmeisterschaft Goldmedaille
- 1993 Champions Trophy Goldmedaille
- 1993 Eishockey-Junioren-Weltmeisterschaft Silbermedaille
- 1992 Olympische Spiele 5. Platz

## Ehrungen und Preise
- 1994 Team of the Year Australian Sports Awards
- 1995 Team of the Year Australian Sports Awards
- 1996 Team of the Year Australian Sports Awards
- 1996 Player of the Year Australian Women’s Hockey Association
- 1996 Player of the Series Australian Hockey League
- 1996 New South Wales Sportswoman of the Year
- 1996 New South Wales Athlete of the Year
- 1996 Order of Australia Medal
- 1997 Team of the Year Australian Sports Awards
- 1997 Player of the Year Australian Women’s Hockey Association
- 1997 Player of the Tournament Champions Trophy
- 1998 Team of the Year Australian Sports Awards
- 1998 International Player of the Year International Hockey Federation
- 1998 Player of the Tournament Hockey World Cup
- 1998 Finalist World Sportswoman of the Year Women’s Sport Foundation (USA)
- 2000 International Player of the Year International Hockey Federation
- 2002 Player of the Year Hoofdklasse in Holland
- 2003 Player of the Year Hoofdklasse in Holland

## Privates
2003 veröffentlichte Annan ihre Autobiographie Beyond the limits - The Alyson Annan story, die von Nicole Jeffrey geschrieben wurde.
Seit vielen Jahren lebt Annan mit der niederländischen Sportlerin Carole Thate zusammen, die sie in den Niederlanden heiratete. Im Mai 2007 wurde Annan, mit Hilfe eines Freundes, der sich als Samenspender zur Verfügung stellte, schwanger und bekam einen Sohn, welchen Annan und Thate gemeinsam sorgerechtlich als Eltern erziehen.